# Lars Weström
Lars Weström (* 1971 in Kiel) ist ein deutscher Schauspieler. Er wurde besonders durch die Rolle als Polizist Anton Meier in der ARD-Serie Um Himmels Willen bekannt. 

## Lebenslauf
Nach der Schulzeit in Berlin begann Weström zunächst ein Studium der Biologie, wechselte jedoch an die Otto-Falckenberg-Schule in München, um dort ein Schauspielstudium zu absolvieren. Von 1998 bis 2001 hatte er ein Engagement am Stadttheater Hildesheim. Von 2001 bis 2003 spielte er in Gastengagements am Staatstheater Kassel. Ab 2002 spielte Weström neben Fritz Wepper und Rosel Zech in der ARD-Serie Um Himmels Willen die Rolle des Polizisten Anton Meier. 2010 spielte er bei den 60. Bad Hersfelder Festspielen in Sommergäste Wlas Tschernow.

## Filmografie
- 1997: Die Apothekerin
- 1998: Medicopter 117 – Jedes Leben zählt (TV-Serie, eine Folge)
- 1998: 2 Männer, 2 Frauen – 4 Probleme?
- 1998: Tatort – Schwarzer Advent (TV-Reihe)
- 1999: Herzschlag – Das Ärzteteam Nord
- 2000: Polizeiruf 110 – Bis zur letzten Sekunde (TV-Reihe)
- 2002–2021: Um Himmels Willen
- 2004: Polizeiruf 110 – Mein letzter Wille
- 2005: Ein Luftikus zum Verlieben
- 2007: GSG 9 – Ihr Einsatz ist ihr Leben (TV-Serie, eine Folge)
- 2008: Zwei Ärzte sind einer zu viel – Kampf bis aufs Skalpell (TV-Serie)
- 2008: Zwei Ärzte sind einer zu viel – Wer im Glashaus sitzt
- 2008: Um Himmels Willen – Weihnachten in Kaltenthal
- 2008: Tischlein deck dich (ARD-Märchenfilmreihe Sechs auf einen Streich)
- 2009: Zeit für Träume
- 2010: Die Rosenheim-Cops – Tod in der Rikscha
- 2010: Um Himmels Willen – Weihnachten unter Palmen
- 2011: Die Rosenheim-Cops – Ein Testament kommt selten allein
- 2012: Um Himmels Willen – Mission unmöglich
- 2013: Heiter bis tödlich: Hauptstadtrevier - Falschgeld (S1 E9)